# Brendan Canty (cyclisme)
Pour les articles homonymes, voir Brendan Canty et Canty.
Brendan Canty, né le 17 janvier 1992 à Frankston, est un coureur cycliste australien.

## Biographie
En 2014, Brendan Cnaty remporte notamment une étape du Tour de Bright. L'année suivante, il s'impose sur le contre-la-montre du Tour de Beauce et termine septième du Herald Sun Tour. Il passe ensuite professionnel en 2016 au sein de la formation Drapac, après y avoir été stagiaire. Bon grimpeur, il se classe huitième du Tour d'Autriche, tout en ayant remporté une étape. Il finit par ailleurs deuxième du championnat d'Océanie sur route et septième du Tour d'Oman.
En 2017, il profite de la fusion entre son équipe et la formation américaine Cannondale-Drapac pour rejoindre cette dernière.

## Palmarès et classements mondiaux

### Palmarès sur route
- 2014[1]
  - 2e étape du Tour de Bright
  - 3e du Tour de Bright
- 2015
  - 3ea étape du Tour de Beauce (contre-la-montre)
  - 3e du Tour de Bright
- 2016
  - 3e étape du Tour d'Autriche
  -  Médaillé d'argent du championnat d'Océanie sur route

### Résultats sur les grands tours

#### Tour d'Espagne
1 participation
- 2017 : 113e

### Classements mondiaux
| Année                                 | 2015 | 2016 | 2017  | 2018  |
| ------------------------------------- | ---- | ---- | ----- | ----- |
| UCI World Tour                        |      | nc   | 309e  | 326e  |
| Classement mondial                    |      | 231e | 1107e | 1538e |
| UCI Europe Tour                       | nc   | 708e | nc    | 1636e |
| UCI Asia Tour                         | nc   | 141e | nc    | nc    |
| UCI America Tour                      | 315e | nc   | nc    | nc    |
| UCI Oceania Tour                      | 18e  | 4e   | 42e   | 81e   |
|                                       |      |      |       |       |
| Légende : nc = non classéSource : UCI |      |      |       |       |